# Французько-мексиканські відносини
Французько-мексиканські відносини стосуються дипломатичних відносин між Францією та Мексикою. Обидві країни є членами великих економік G-20, Організації економічного співробітництва та розвитку та Організації Об'єднаних Націй.

## Історія

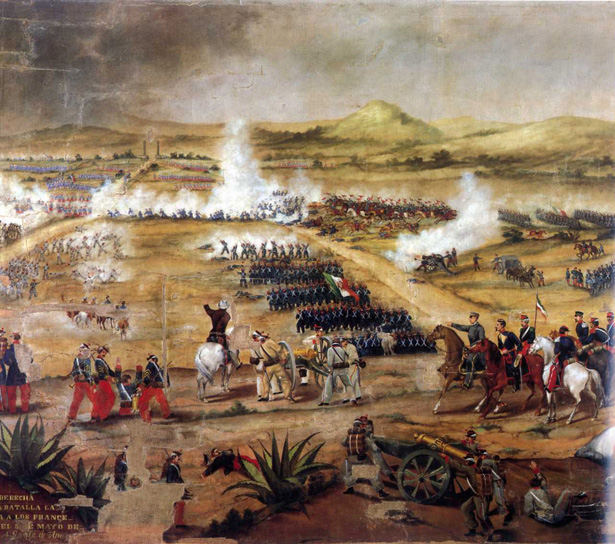
Анонімна картина із зображенням битви при Пуеблі 1862 року, що знаходиться у Національному музеї мистецтв Інтервенціонеса

У 1821, невдовзі після здобуття незалежності від Іспанії, імператор Мексики Агустін де Ітурбід направив свого міністра закордонних справ до суду короля Франції Людовіка XVIII з проханням визнати щойно незалежну націю; проте король Людовик XVIII відмовився визнати Мексику через союз із Іспанією.  26 листопада 1826 р. Франція запропонувала вирішити проблему визнання шляхом встановлення торгових відносин з мексиканською компанією, встановивши таким чином неофіційні відносини з Мексикою.  Лише у вересні 1830 р. Франція визнала та встановила дипломатичні відносини з Мексикою після вимушеного зречення короля Франції Карла X та усунення Бурбонського дому від влади. Того ж року обидві країни відкрили резидентні дипломатичні представництва у столицях кожної країни.
У перші роки їхніх дипломатичних відносин Мексика та Франція не завжди мали дружніми стосунки, особливо з початком  війни (листопад 1838 - березень 1839), відома також як перша французька інтервенція в Мексиці; де Франція вторглась в Мексику з метою стягнення повторної компенсації за майно, пошкоджене або розграбоване мексиканськими силами. Під час війни Франція (за сприянням США) блокувала мексиканські порти, тим самим руйнувавши економіку. Через три місяці Мексика погодилася виплатити Франції 600 000 песо компенсації.

### 1861-1867
У грудні 1861 імператор Наполеон III вторгся в Мексику під приводом того, що Мексика відмовилася виплачувати свій зовнішній борг, хоча раніше  імператор Наполеон III хотів розширити свою імперію в Латиноамериканській Америці, тоді  стало Другою французькою інтервенцією в Мексиці. Після успішного французького вторгнення в Мексику Наполеон III встановив свого австрійського двоюрідного брата Максиміліана I з Мексики з дому Габсбургів в якості імператора Мексики в 1864 році.
Кілька років мексиканські повстанці при президенті Беніто Хуаресі воювали проти французьких та роялістських військ.  Після того, як Союз виграв американську громадянську війну в 1865 році, США дозволили прихильникам президента Хуареса відкрито купувати зброю та боєприпаси та висловлювати більш сильні попередження Парижу. США послали генерала Вільяма Текумша Шермана з 50 000 ветеранів бою до мексиканського кордону, щоб підкреслити, що час французької інтервенції закінчився. Наполеон III не мав іншого вибору, окрім як зганьбити свою численну армію. Імператор Максиміліян відмовився від заслання і був розстріляний мексиканським урядом у 1867 році в Керетаро, тим самим закінчивши Другу Мексиканську імперію.
Події 1860 року відзначаються у Франції та Мексиці. У Мексиці Сінко де Майо вшановує пам'ять перемоги мексиканців над французькими військами в битві 5 травня 1862 р.. Ще одна поразка французів — знищення невеликої, але героїчної, французької сили закордонного легіону в битві на Камароні (30 квітня 1863 р.) — Французький закордонний легіон щорічно відзначає як "День Камерону".

### Революція

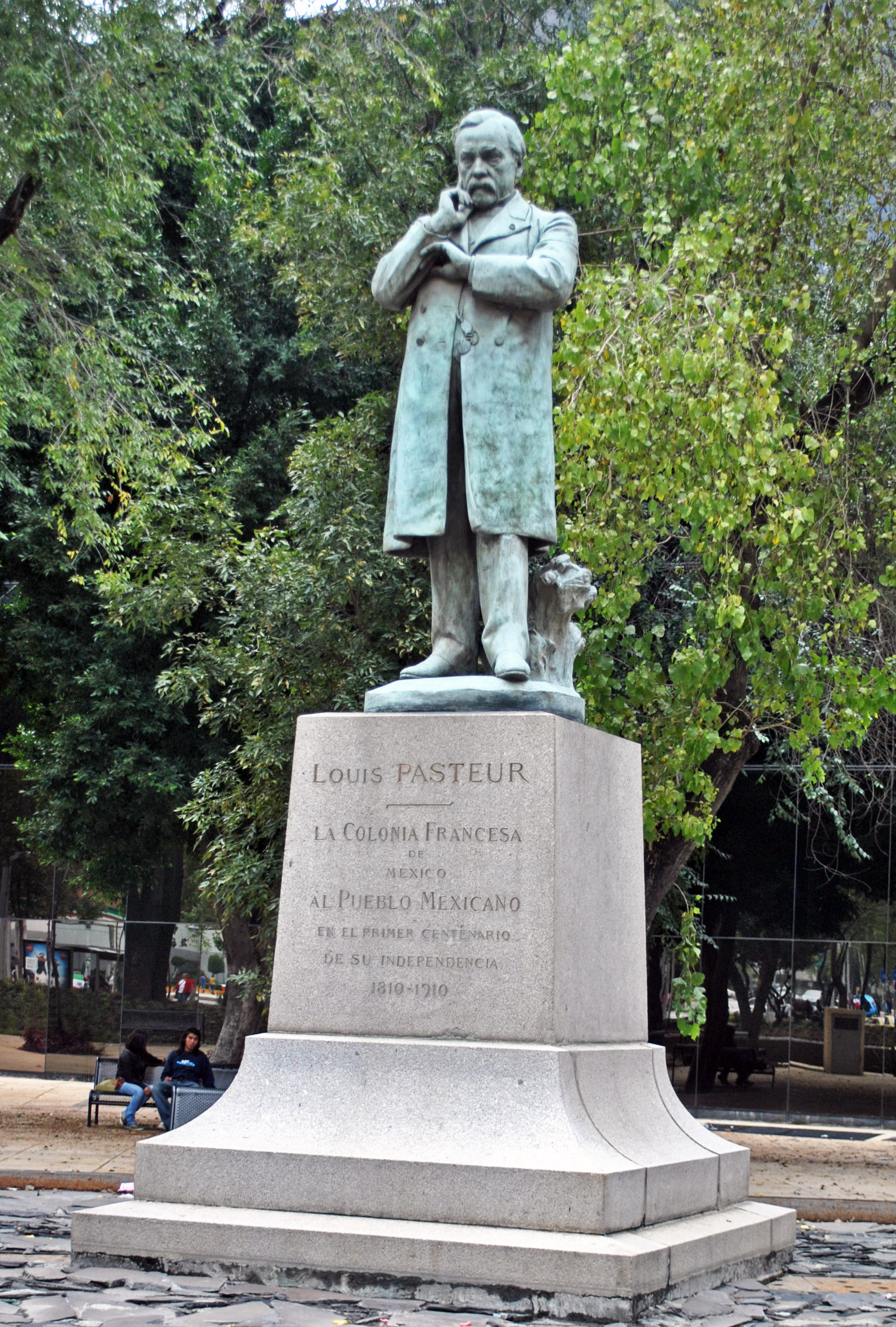
Скульптура Луї Пастера подарована французьким співтовариством Мехіко на честь сотої річниці незалежності Мексики.

У 1911 р. Президент Мексики Порфіріо Діас, колишній генерал, який воював проти французів під час Другої французької інтервенції в Мексиці та франкофілі, покинув Мексику на заслання в Парижі, де він помер у 1915 році і похований на кладовищі Монпарнас.
У грудні 1926 р. Уряд Мексики придбав нерухомість на Авеню-дю-Президент-Вілсон і на Рю-де-Лоншам, які зараз є резиденцією та посольством Мексики в Парижі.  Під час Другої світової війни Мексика розірвала дипломатичні відносини з урядом  Франції і почала підтримувала дипломатичні відносини з французьким урядом у вигнанні на чолі з генералом Шарлем де Голлем у Лондоні.  Повні дипломатичні відносини були відновлені між обома країнами наприкінці війни в Європі в 1944 році.

### XXI століття
У грудні 2005 року громадянина Франції під назвою Флоренція Кассес була заарештована в Мексиці та звинувачена у викраденні, організованій злочинності та зберіганні вогнепальної зброї. Мексиканським судом її визнали винною і засудили до 60 років позбавлення волі. Кассез завжди зберігала свою невинність, яка розпочала дипломатичну суперечку між Мексикою та Францією. У той час президент Ніколя Саркозі попросив уряд Мексики дозволити Кассес відбувати покарання у Франції, однак прохання було відхилено.
У 2009 році Мексика скасувала свою участь у 2011 році "Року Мексики у Франції" (заплановано 350 подій, фільмів та симпозіуму), оскільки президент Франції Саркозі заявив, що ця річна подія буде присвячена Кассесу та кожній особі подія мала б якусь пам’ять про француженку.  У січні 2013 року Верховний суд Мексики зобов'язав її звільнити, і Кассес негайно повернувся назад до Франції. Після звільнення Франція пообіцяла допомогти Мексиці у створенні Жандармерії в Мексиці на прохання президента Енріке Пенья Нієто.
6 липня 2017 року президенти Енріке Пенья Ніето та президент Франції Еммануель Макрон зустрілися в Парижі перед самітом G-20 у Гамбурзі, Німеччина. Під час зустрічі лідери обмінялися досвідом щодо торгівлі, багатосторонності, боротьби з тероризмом та зміною клімату.

## Візити на високому рівні

Президент Франсуа Міттеран відвідував саміт Північ - Південь у Канкуні разом із президентом Мексики Жозе Лопесом Портільо, 1981

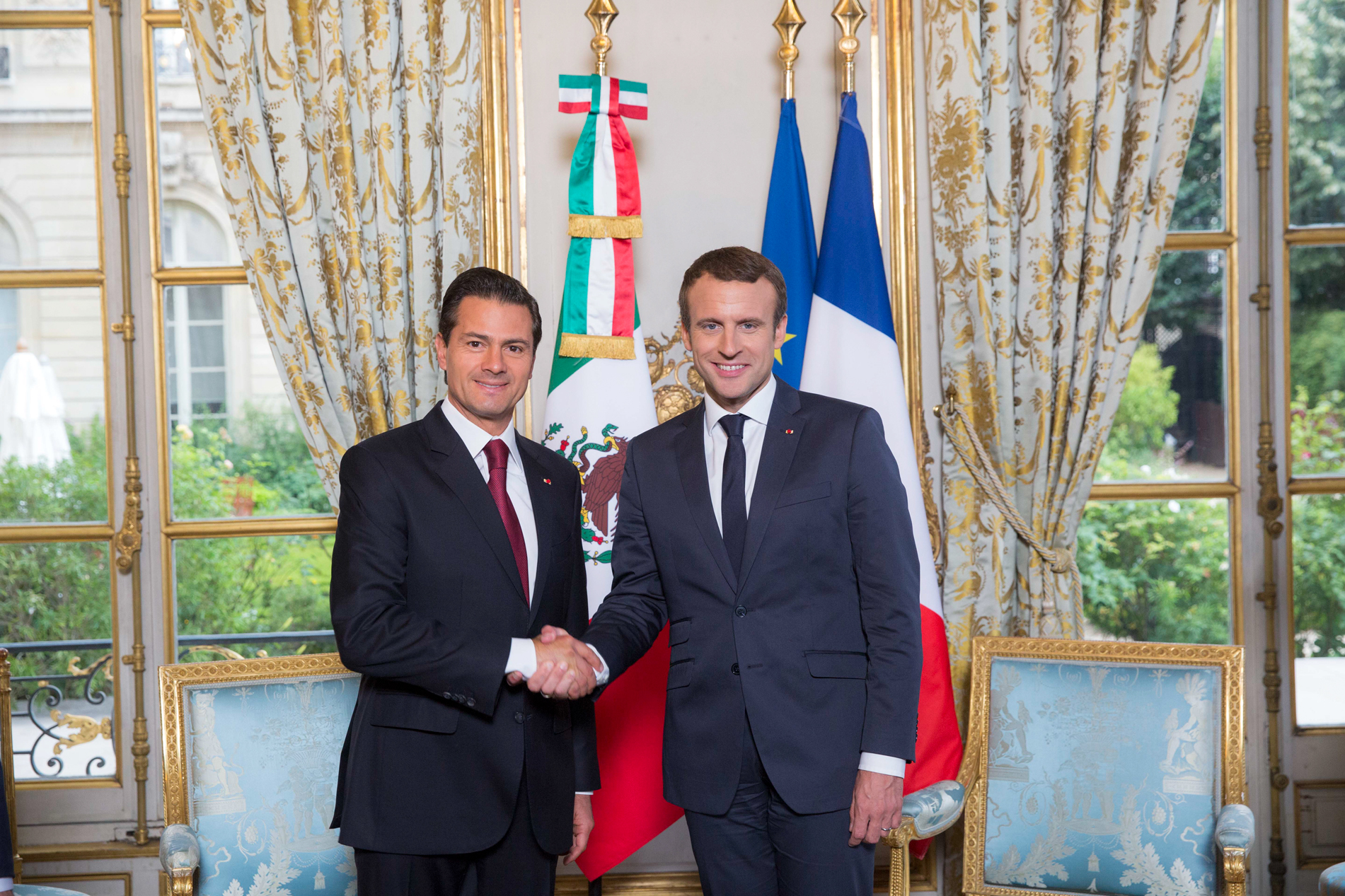
Президент Енріке Пенья Нієто та президент Еммануель Макрон у Парижі, 2017 рік

Візити на високому рівні з Франції до Мексики 
- Президент Шарль де Голль (1964)
- Президент Валері Жискар д'Естінг (1979)
- Президент Франсуа Міттеран (1981)
- Президент Жак Ширак (1998, 2002, 2004)
- Президент Ніколя Саркозі (2009)
- Президент Франсуа Олланд (2012, 2014)

Візити на високому рівні з Мексики до Франції
- Президент Адольфо Лопес Матеос (1963)
- Президент Луїс Ехеверрія Альварес (1973)
- Президент Жозе Лопес Портільо (1980)
- Президент Мігель де ла Мадрид Хуртадо (1985)
- Президент Карлос Салінас де Гортарі (1989, 1992)
- Президент Ернесто Зеділло (1997)
- Президент Вісенте Фокс (2001, травень і листопад 2002, 2003)
- Президент Феліпе Кальдерон (2007, 2011)
- Президент Енріке Пенья Нієто (липень і листопад 2015 року, липень та грудень 2017 року)

## Двосторонні угоди
Обидві країни підписали кілька двосторонніх угод, таких як угода про сприятливу націю (1827 р.); Угода про дружбу, торгівлю та навігацію (1886 р.); Угода про захист авторських прав (1950); Торгова угода (1951 р.); Угода про повітряний транспорт (1952 р.); Угода про науково-технічне співробітництво (1965 р.); Угода про економічне співробітництво (1981); Угода про робочі та відпускні візи (2011 р.); Угода про співробітництво у мирному використанні ядерної енергії (2015 р.); Угода про соціальне забезпечення (2015 р.); Угода про взаємне визнання (2015); Авіаційна угода (2015) та Угода про співробітництво між французькими та мексиканськими університетами (2015).

## Туризм і транспорт
У 2016 році 250 000 громадян Франції відвідали Мексику для туризму. Того ж року 477 000 мексиканських громадян відвідали Францію для туризму.  Є прямі рейси між Францією та Мексикою  авіакомпаніями: мексиканськими та французькими, прямі рейси з Канкуна та міжнародних аеропортів Мексикі до аеропорту Париж Шарль де Голль.

## Прикордонні спори
Зараз Франція та Мексика не поділяють сухопутний кордон, хоча у XVIII столітті французька Луїзіана межувала з Новою Іспанією.
Найближча до французького Тихоокеанського острова Кліппертон - Мексика, і дві країни оскаржували право власності на острів протягом декількох десятиліть, поки міжнародний арбітраж остаточно не призначив його Франції в 1931 році.

## Торговельні відносини
У 1997 році Мексика підписала Угоду про вільну торгівлю з Європейським Союзом (до якої входить Франція). У 2018 році двостороння торгівля між Францією та Мексикою становила 4 млрд дол. Основний експорт Франції до Мексики включає: медицину, щеплення, автозапчастини, вертольоти, літаки, парфуми, косметику та електричне обладнання. Основний експортний продукт Мексики до Франції включає: телефони, нафтопродукти, комп'ютери, медичні прилади, турбіни, кабелі та деталі для автомобілів.  У період з 1999 по 2017 роки французькі компанії інвестували в Мексику понад 7 мільярдів доларів.  Мексика є другим найбільшим торговим партнером Франції в Латинській Америці (після Бразилії ). Понад 500 французьких компаній працюють у Мексиці, а кілька мексиканських транснаціональних компаній працюють у Франції.

## Постійні дипломатичні представництва
- У Франції є посольство Мексики та офіс посольства в Монтеррей.
- Мексика має посольство в Парижі та офіс зв'язку у Страсбурзі.